# Антон Салетрос
Антон Янос Йонссон Салетрос (швед. Anton Janos Jönsson Salétros, нар. 12 квітня 1996, Стокгольм, Швеція) — шведський футболіст, центральний півзахисник клубу АІК.

## Клубна кар'єра
Антон Салетрос є вихованцем столичного клубу АІК. Вже влітку 2013 року він дебютував у першій команді у матчах Аллсвенскан. За п'ять років Антон провів у команді 77 матчів. У 2017 році на правах оренди захищав кольори угорського клубу «Уйпешт».
Повернувшись після оренди Салетрос підписав контракт з російським «Ростовом». Але у російському чемпіонаті футболіст зіграв лише 6 матчів і наступні роки провів в оренді. Спочатку це був рідний для нього АІК, а у 2020 році Салетрос захищав кольори норвезького «Сарпсборг 08».
А у жовтні 2020 року Салетрос підписав з норвезьким клубом контракт на постійній основі.

## Збірна
У 2013 році у складі збірної Швеції (U-17) Антон Салетрос став півфіналістом на Юнацькому чемпіонаті світу у Словаччині. У тому ж році Салетрос також посів третє місце на світовій першості для юнаків віком до 17-ти років.
У січні 2020 року у товариському матчі проти команди Косова Антон Салетрос вперше вийшов на поле у формі національної збірної Швеції.

## Досягнення
Швеція (U-17): бронзовий призер Чемпіонату світу (U-17) 2013